# Þórey Anna Ásgeirsdóttir
Þórey Anna Ásgeirsdóttir (* 3. November 1997 auf Reykjavík, Island) ist eine isländische Handballspielerin, die für die isländische Nationalmannschaft aufläuft.

## Karriere

### Im Verein
Þórey Anna Ásgeirsdóttir spielte schon im Alter von 15 Jahren für die Damenmannschaft von FH Hafnarfjörður. Dort lief sie gemeinsam mit ihrer Mutter Gunnur Sveinsdóttir auf. In der Saison 2012/13 gelang ihr in einem Erstligaspiel 14 Tore zu erzielen, obwohl sie in der 50. Spielminute des Feldes verwiesen wurde. Ab dem Jahr 2013 besuchte die Linkshänderin die Sportakademie im norwegischen Kongsvinger und lief für den norwegischen Drittligisten Grue/KIL auf. In der Saison 2014/15 gehörte sie dem Kader des norwegischen Zweitligisten Rælingen HK an.
Þórey Anna Ásgeirsdóttir unterschrieb im Sommer 2015 einen Vertrag beim isländischen Erstligisten Íþróttafélagið Grótta, mit dem sie 2016 die isländische Meisterschaft gewann. Nachdem die Rückraumspielerin ab dem Jahr 2017 für den Erstligisten UMF Stjarnan aufgelaufen war, wechselte sie im Jahr 2020 zum Ligakonkurrenten Valur Reykjavík. Þórey Anna Ásgeirsdóttir gab im März 2021 ihre Schwangerschaft bekannt, woraufhin sie pausierte. Nach ihrer Rückkehr gewann sie mit Valur 2023 die isländische Meisterschaft. Þórey Anna Ásgeirsdóttir, die bei Valur sowohl im rechten Rückraum als auch auf Rechtsaußen eingesetzt wird, wurde zur besten Spielerin des Finales gekürt. 2024 und 2025 gewann sie weitere isländische Meistertitel. 2025 gewann sie mit Valur den EHF European Cup, wozu sie 83 Treffer beitrug.

### In Auswahlmannschaften
Þórey Anna Ásgeirsdóttir gehörte dem Kader der isländischen Juniorinnennationalmannschaft an. Sie gab am 27. November 2014 ihr Länderspieldebüt für die isländische A-Nationalmannschaft gegen die italienische Auswahl. Mit der isländischen A-Nationalmannschaft nahm sie bislang nur an der Weltmeisterschaft 2023 teil und schloss das Turnier auf dem 25. Platz ab. Þórey Anna Ásgeirsdóttir erzielte im Turnierverlauf 17 Treffer. Im Spiel gegen Grönland stellte Þórey Anna Ásgeirsdóttir mit zehn Tore einen neuen Rekord der isländischen Frauennationalmannschaft in erzielte Treffer in einem Weltmeisterschaftsspiel auf, wobei sie in dieser Partie lediglich in der zweiten Halbzeit eingesetzt wurde.